# Louis Audran
Pour les articles homonymes, voir famille Audran et Audran.
Louis Audran, né le 7 mai 1670 à Lyon et mort en 1712 à Paris, est un graveur à l'eau-forte et au burin français des XVIIe et XVIIIe siècles.

## Biographie
Louis est le cinquième fils de Germain Audran et de son épouse née Jeanne Chéron. Il a cinq frères : 
- Claude III Audran (1658-1734)
- Gabriel Audran (1660-1740)
- Benoit I Audran (1661-1721)
- Jean Audran (1667-1756)
- Antoine Audran (1673-1723)[1].

Élève de son père, il travaille avec son oncle Gérard, son rôle est effacé et Georges Duplessis voit sévèrement en lui un graveur médiocre : les planches qu'il grave d'après Charles Le Brun, Nicolas Poussin et Sébastien Bourdon, dessinées et gravées sans finesse, ne transmettent pas les œuvres originales, et sont de peu de valeur artistique. Son œuvre est rare (Charles-Paul Landon estime qu'elle ne dépasse pas la quantité de vingt estampes), il aide plutôt ses oncles et ses frères dans leurs travaux, et, peut-on lire pour nuancer le jugement de Duplessis, « copie leurs planches avec beaucoup d'habileté ». Karl Heinrich von Heinecken indique qu'on lui doit un Livre de principes du dessin.
Sans avoir été marié, il décède relativement jeune, subitement, au palais du Luxembourg chez son frère Claude.

## Artistes interprétés
- Sébastien Bourdon, Les œuvres de miséricorde, suite de sept gravures.
- Antoine Dieu, Le Sauveur exposé aux moqueries et aux outrages des pécheurs.
- Charles Le Brun, Le serpent d'airain ; La bataille d'Arbelles, Le massacre des Innocents, Sainte Geneviève.
- Caspar Netscher, Le célèbre Crispin.
- Nicolas Poussin, La mort de Sapphira[8] ; Pierre et Jean accomplissant une guérison à la porte du temple, La manne recueillie, Jésus guérissant les aveugles.

## Réception critique
- « La mort qui le surprit à la fleur de son âge ne lui permit pas de produire beaucoup d'ouvrages ; mais ceux qui nous restent prouvent qu'il avait fait des progrès. On doit particulièrement distinguer ses œuvres de miséricorde d'après Sébastien Bourdon et Le cadavre d'après René-Antoine Houasse. » - Abbé de Fontenai[7]

## Musées et collections publiques

### France
- Musée de Condé-sur-Escaut, La bataille d'Arbelles, d'après Charles Le Brun[9].
- Cabinet des estampes de la Bibliothèque nationale de France, Paris, quinze gravures.
- Bibliothèque municipale de Valenciennes, La mort de Sapphira, d'après Nicolas Poussin[10] ; Lorsque vous verrez un homme nu, revêtez-le, d'après Sébastien Bourdon (de la suite Les œuvres de miséricorde)[11], confiscations révolutionnaires de l'Abbaye de Saint-Amand.
- Musée de Grenoble, Lorsque vous verrez un homme nud, revêtez le, et ne meprisez point vôtre propre chair d'après Sébastien Bourdon.

### Norvège
- Musée national de l'art, de l'architecture et du design, Oslo, Pierre et Jean guérissant un boîteux à la porte du temple, d'après Nicolas Poussin.

### États-Unis
- Musées d'art de Harvard, Cambridge (Massachusetts), La mort de Sapphira, d'après Nicolas Poussin.
- Philadelphia Museum of Art, Philadelphie, Lorsque vous verrez un homme nu, revêtez-le, d'après Sébastien Bourdon[12].

## Collections privées
- Collection Gelonch Viladegut, Canet-en-Roussillon, Le serpent d'airain, d'après Charles Le Brun.